# Edith Taliaferro
Edith Taliaferro (Richmond, 21 dicembre 1894 – Newton, 2 marzo 1958) è stata un'attrice statunitense teatrale e cinematografica.
Era sorella di Mabel Taliaferro e cugina di Bessie Barriscale, ambedue note attrici.

## Filmografia
- Young Romance, regia di George H. Melford (1915)
- The Conquest of Canaan, regia di George Irving (1916)
- Who's Your Brother?, regia di John G. Adolfi (1919)